# Cuculiformes
Ordre
Les Cuculiformes sont un ordre d'oiseaux anatomiquement proches des Psittaciformes. Comme ceux-ci, ils ont deux doigts antérieurs et deux doigts postérieurs, mais leurs pattes sont moins préhensiles, avec une musculature différente. Quant à leur bec, sa partie supérieure n'est pas mobile, ni crochue, et les narines ne portent pas de cire. La longue queue des Cuculiformes compte moins de plumes que celle des Psittaciformes.

## Systématique
Traditionnellement, cet ordre était subdivisé en deux familles : 
- Musophagidae (touracos) ;
- Cuculidae (dont les coucous).

La classification de référence du Congrès ornithologique international (version 7.3, 2017), basée sur les travaux de recherche les plus récents, place désormais les Musophagidae dans leur propre ordre, celui des Musophagiformes. Les Cuculiformes sont donc aujourd'hui un ordre monotypique, constitué de l'unique famille :
- Cuculidae (146 espèces).

## Caractères dérivés propres
Les cuculiformes possèdent une forme de l'extrémité distale du tarsométatarse particulière, avec la présence d'une fosse supratrochéale plantaire profonde perforée par un foramen vasculaire distal, un déplacement médial de la deuxième trochlée métatarsale et la présence d'un éperon sur la quatrième trochlée tourné vers l'arrière et l'intérieur. Cette forme particulière conduit à la disposition zygodactyle des orteils, c'est-à-dire que les orteils n°2 et 3 sont tournées vers l'avant, et les n°1 et 4 tournées vers l'arrière. Cette disposition s'oppose à la disposition anisodactyle des autres oiseaux (orteil no 1 vers l'arrière, les autres tournés vers l'avant). Néanmoins la disposition zygodactyle est apparue par convergence chez d'autres groupes (Psittaciformes, Strigiformes et Picinae).